# Rhinelander
Rhinelander è un comune degli Stati Uniti d'America, situato nello Stato del Wisconsin, nella contea di Oneida, della quale è il capoluogo.